# 圣方济各修道院 (圣多明各)
圣方济各修道院（Monasterio de San Francisco）是多米尼加共和国圣多明各的一处修道院遗址。修道院由方济各会神父建于1508–1560年，是西半球的第一座修道院。修道院废墟是这座城市最重要的遗址之一。它位于圣多明各的殖民城，1990年联合国教科文组织公布为世界遗产的一部分。

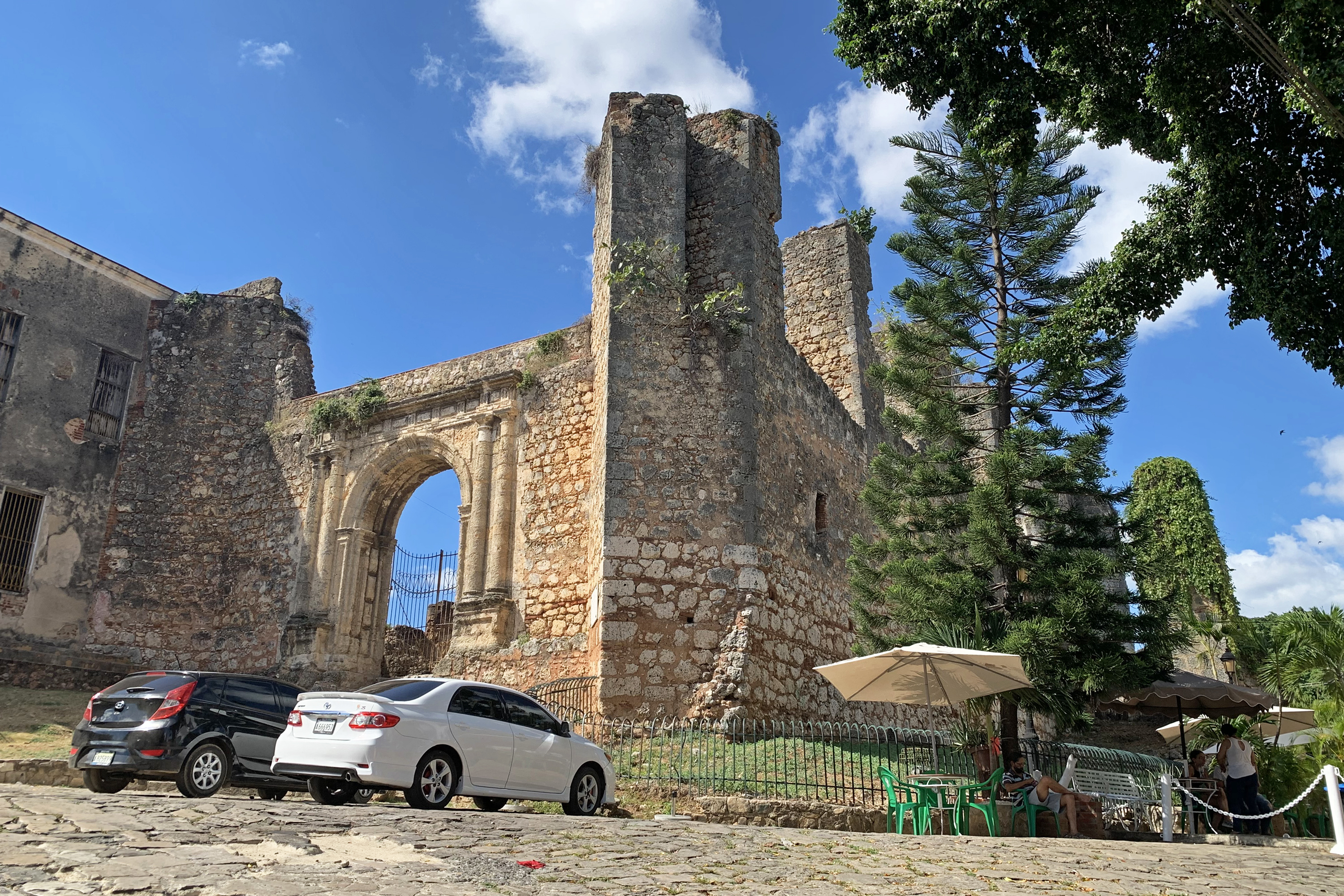
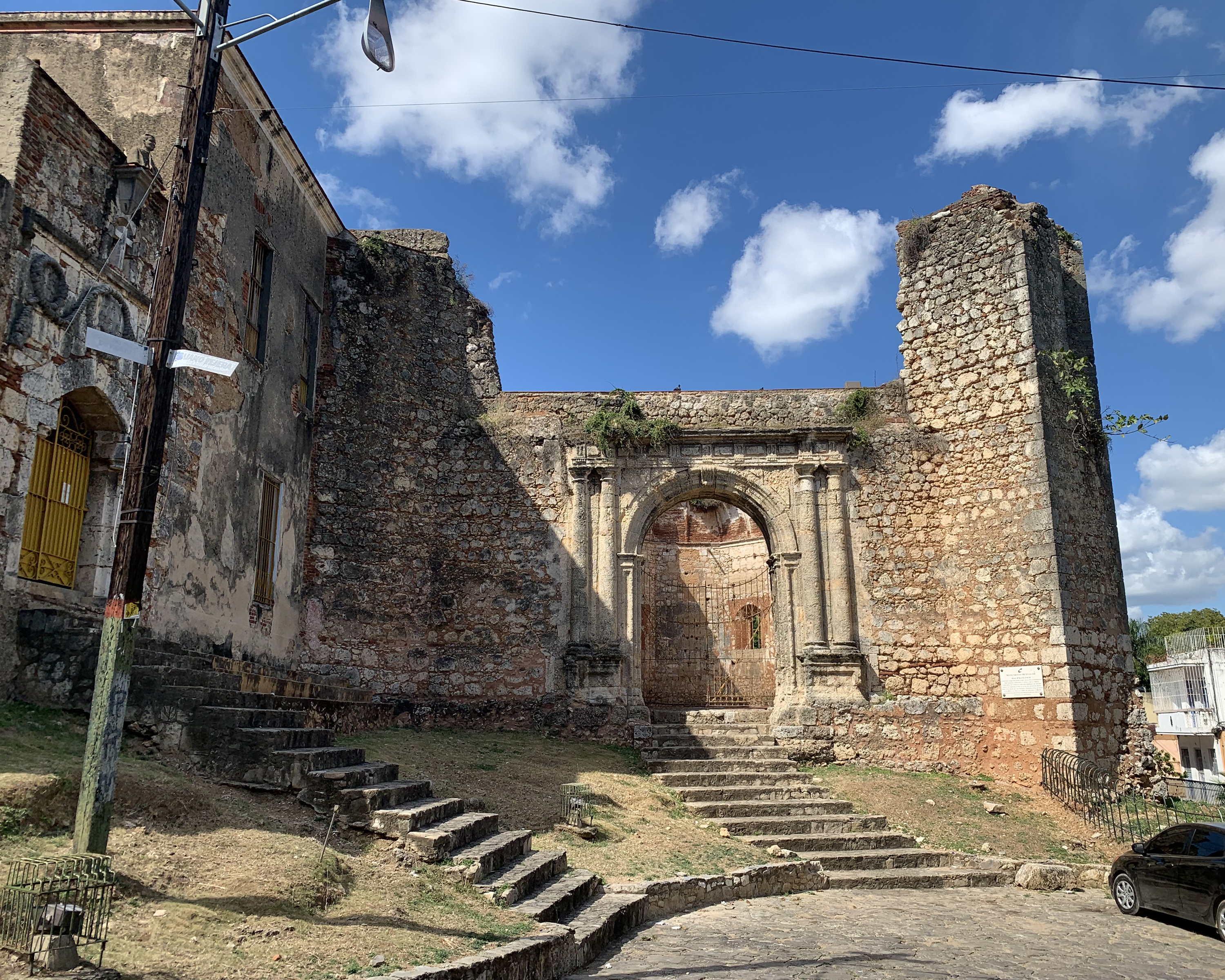
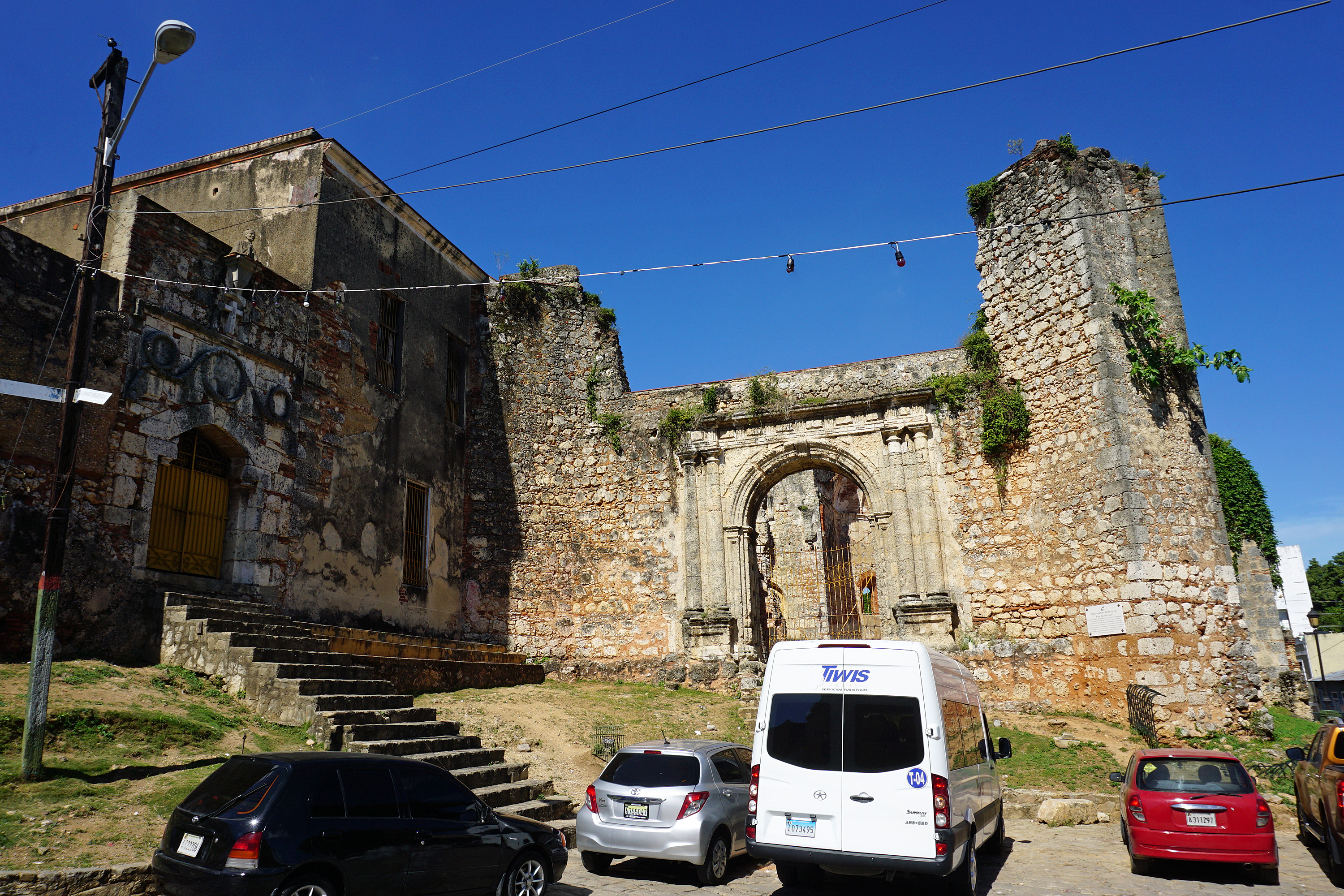
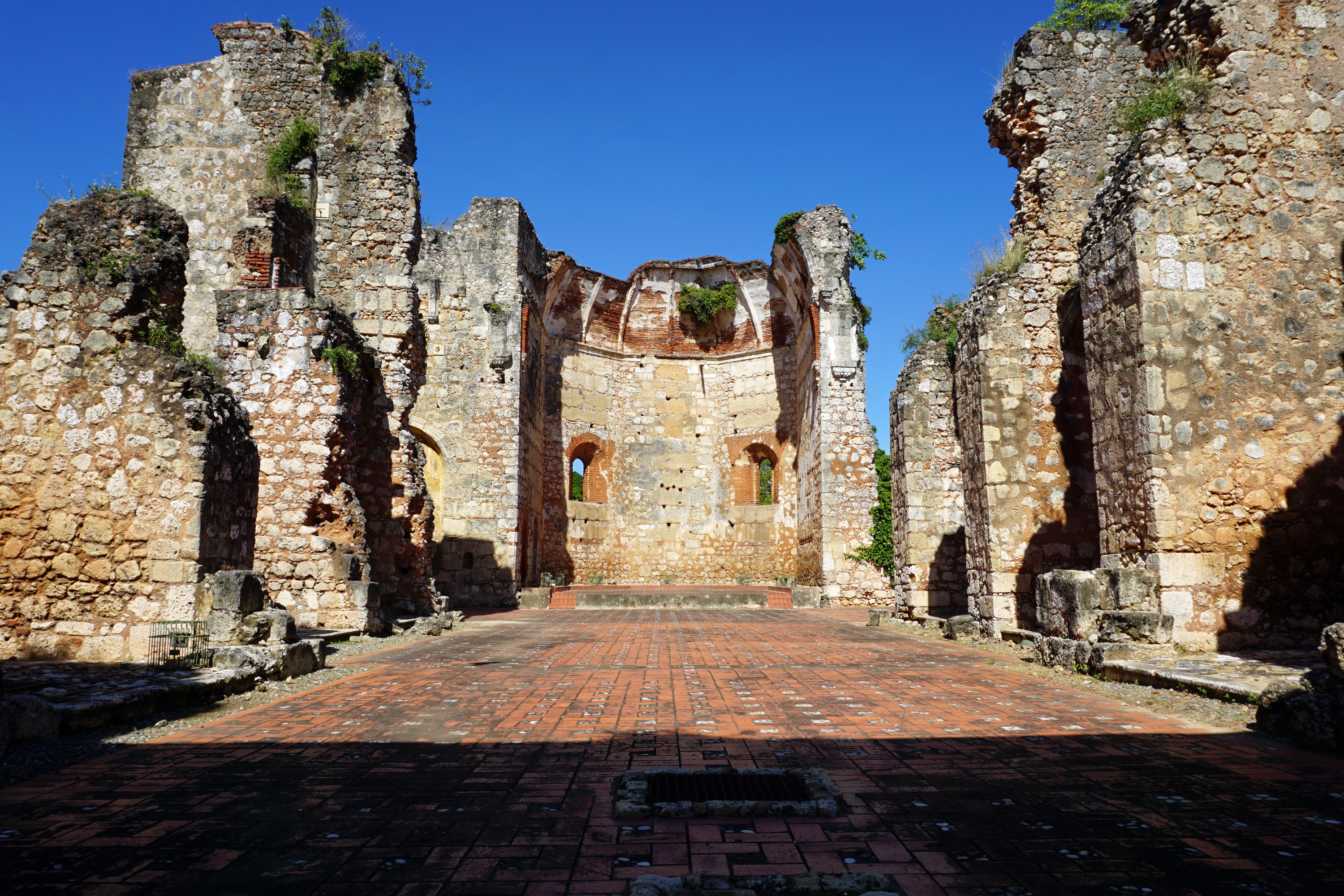
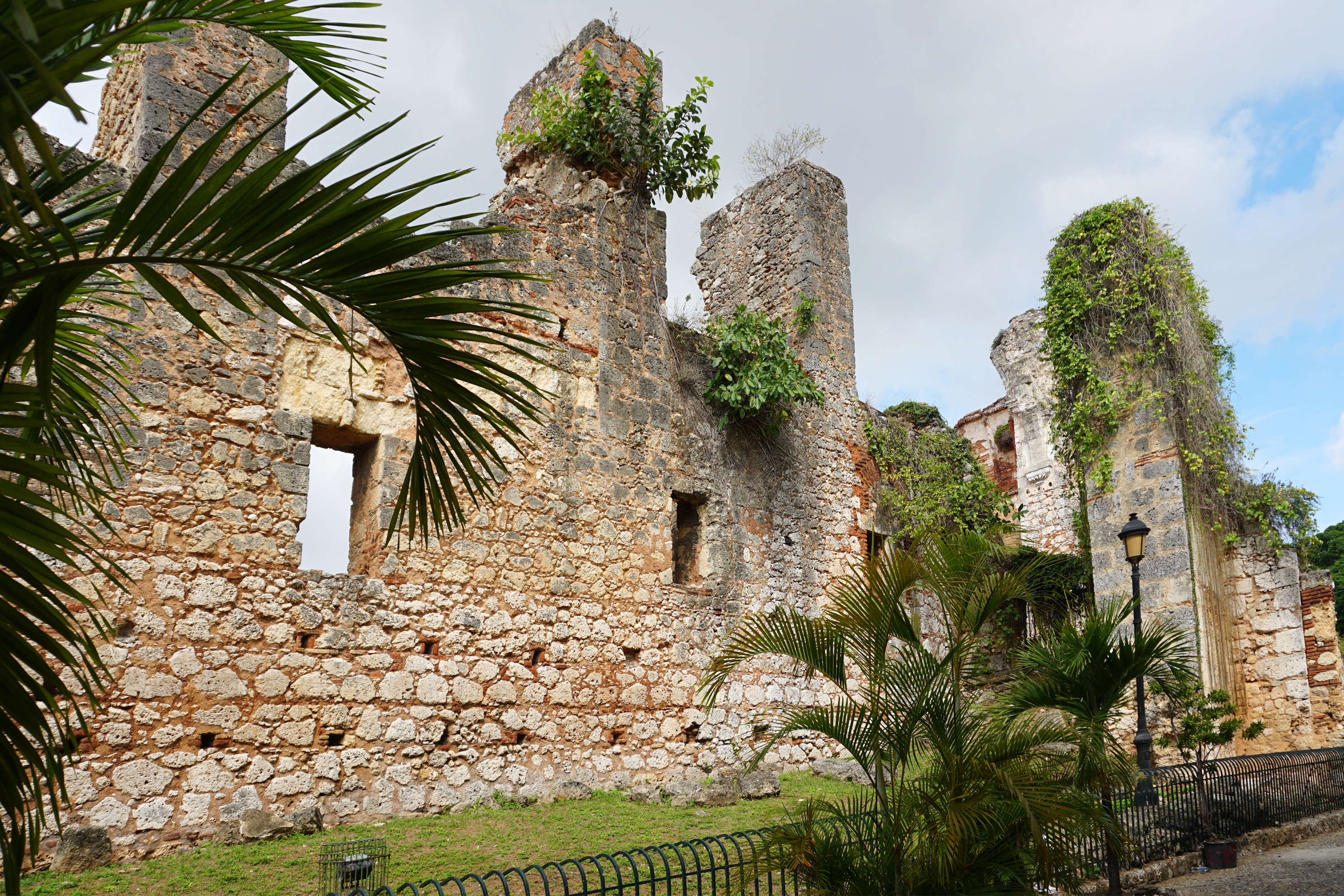
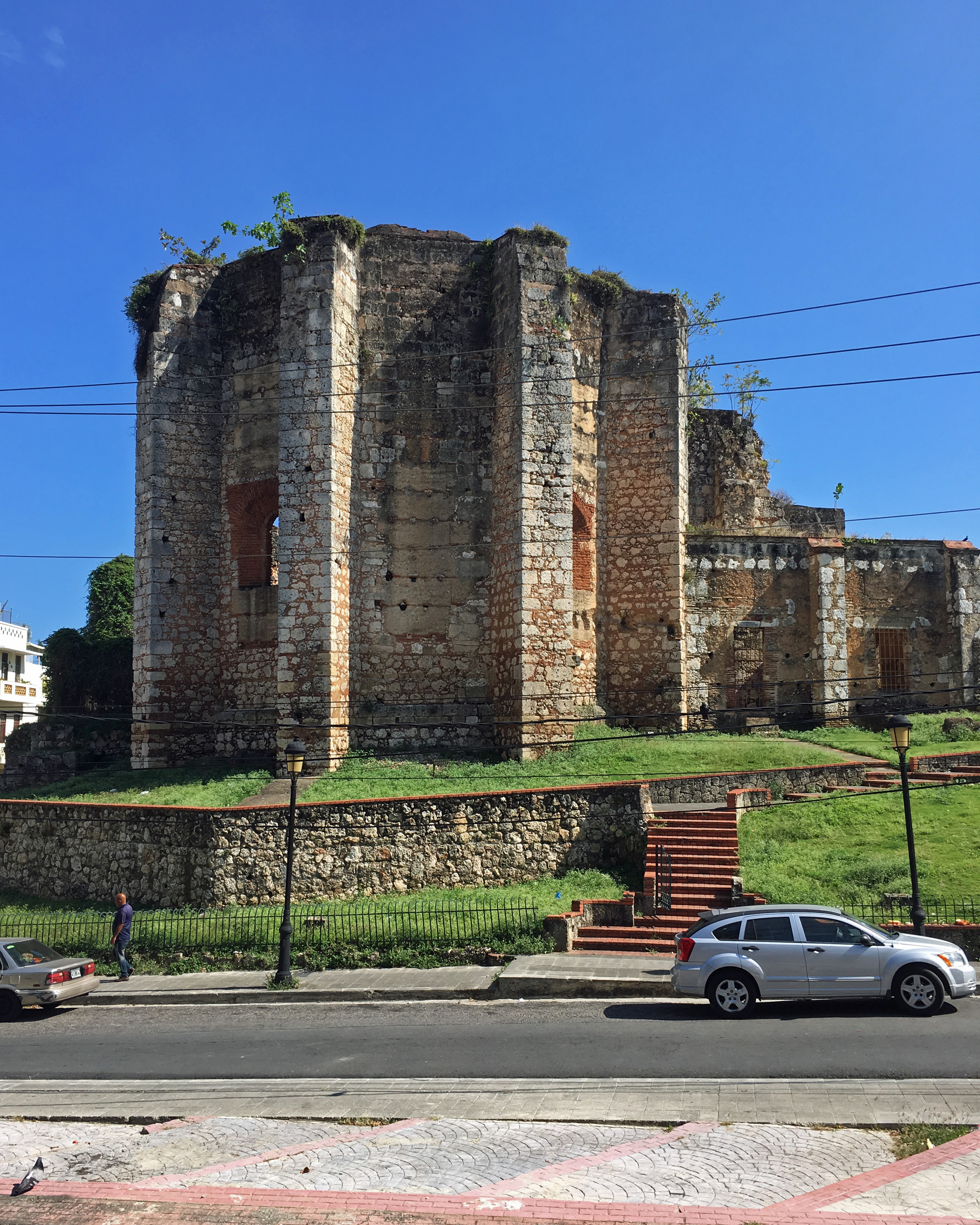
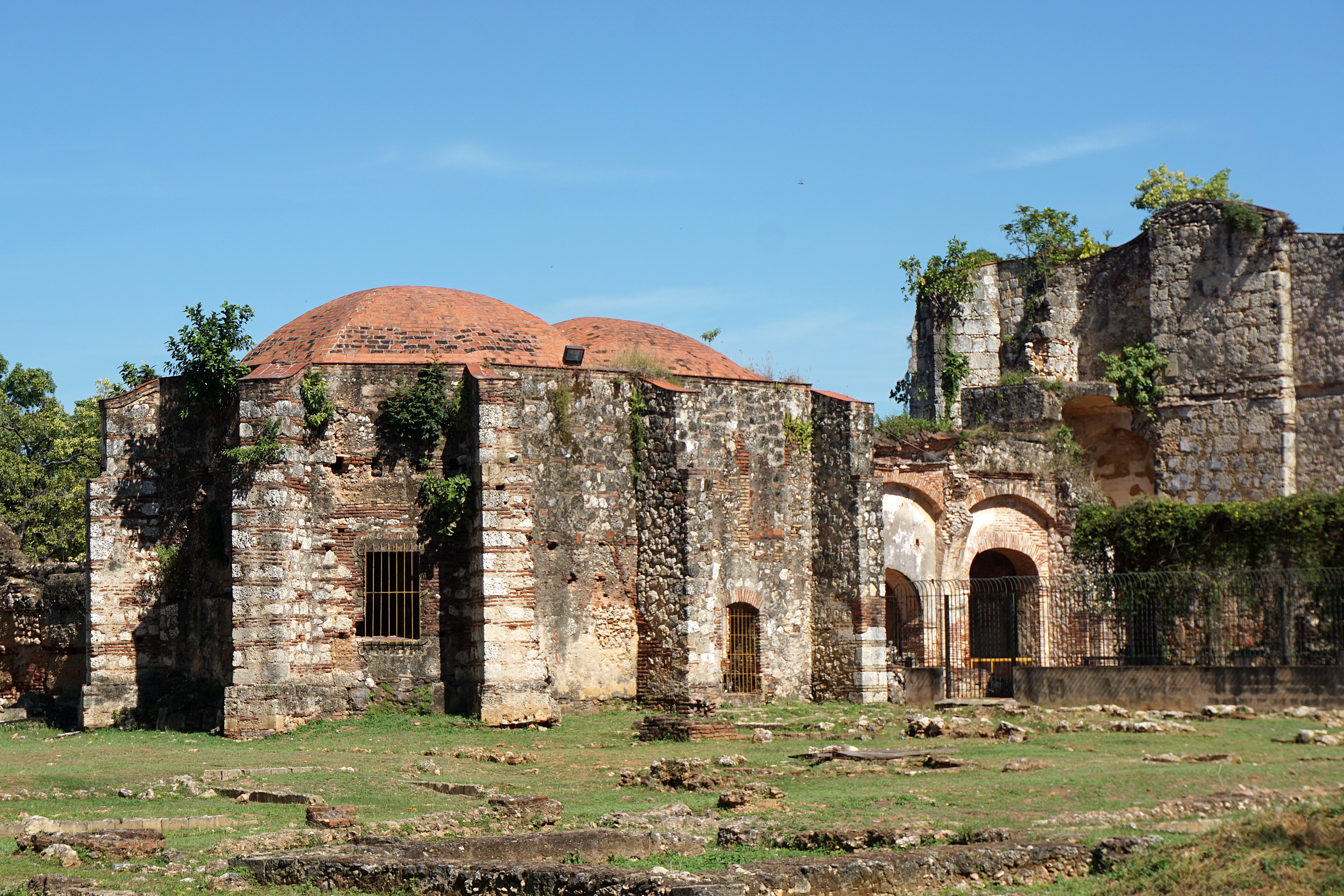
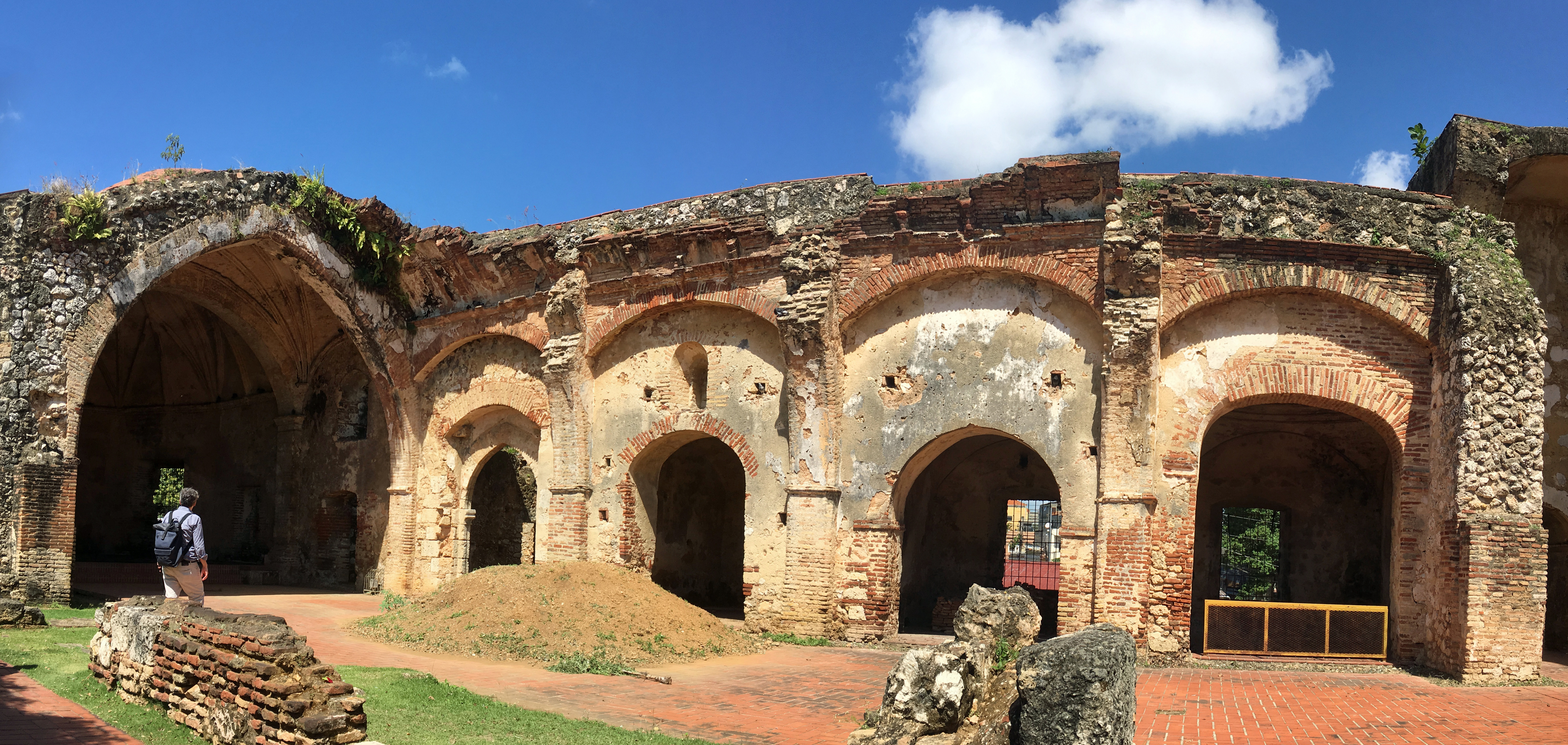
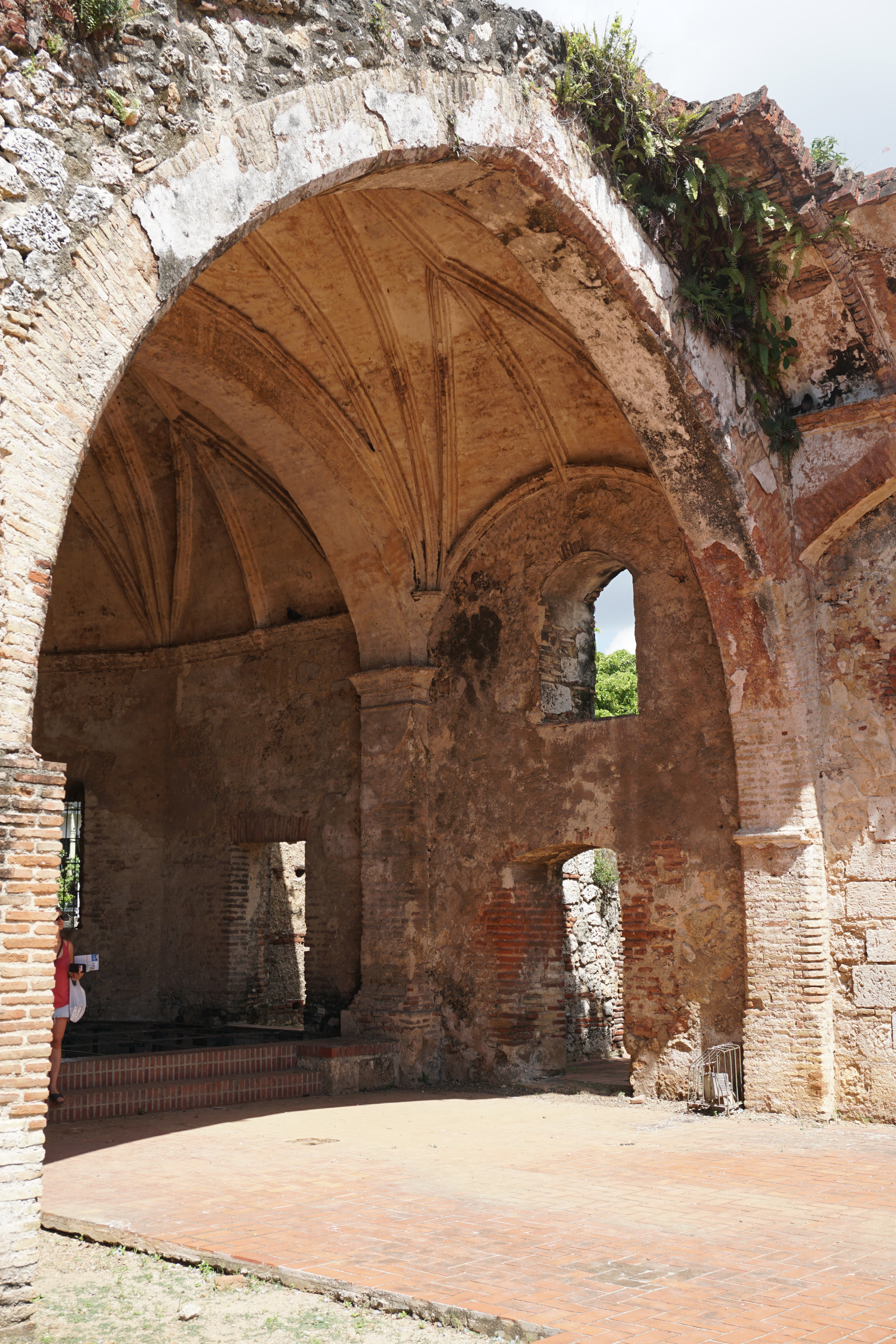
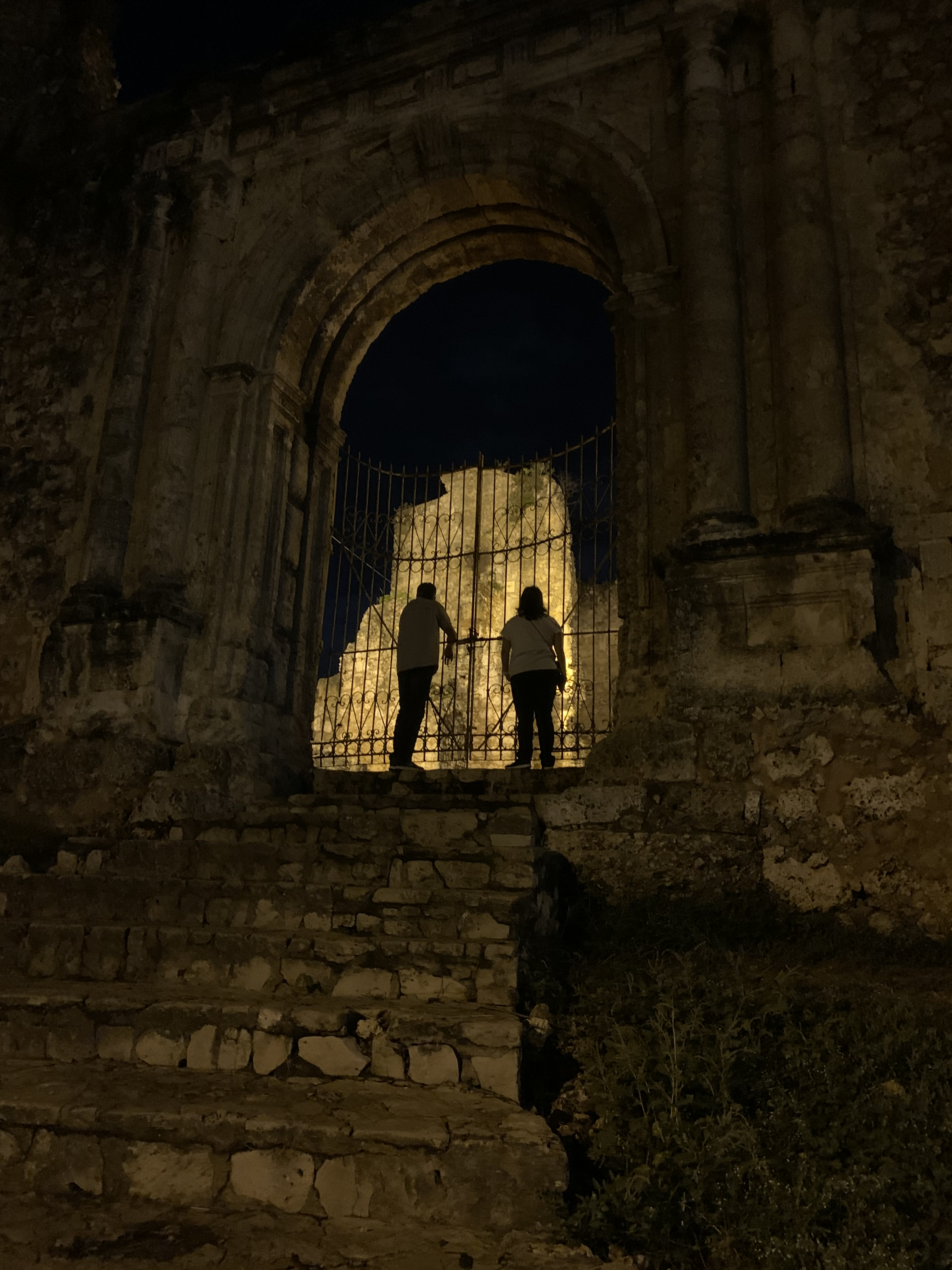
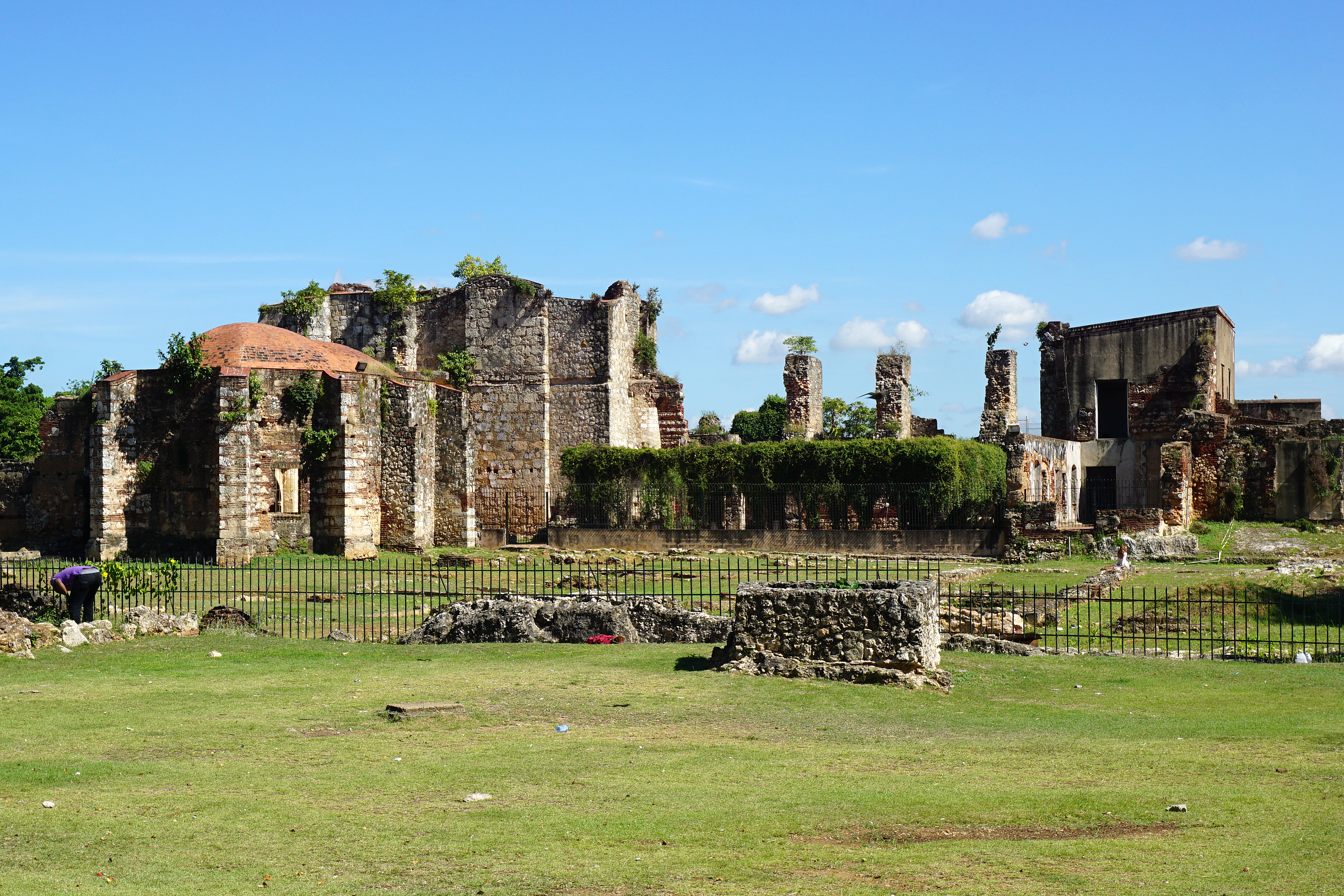
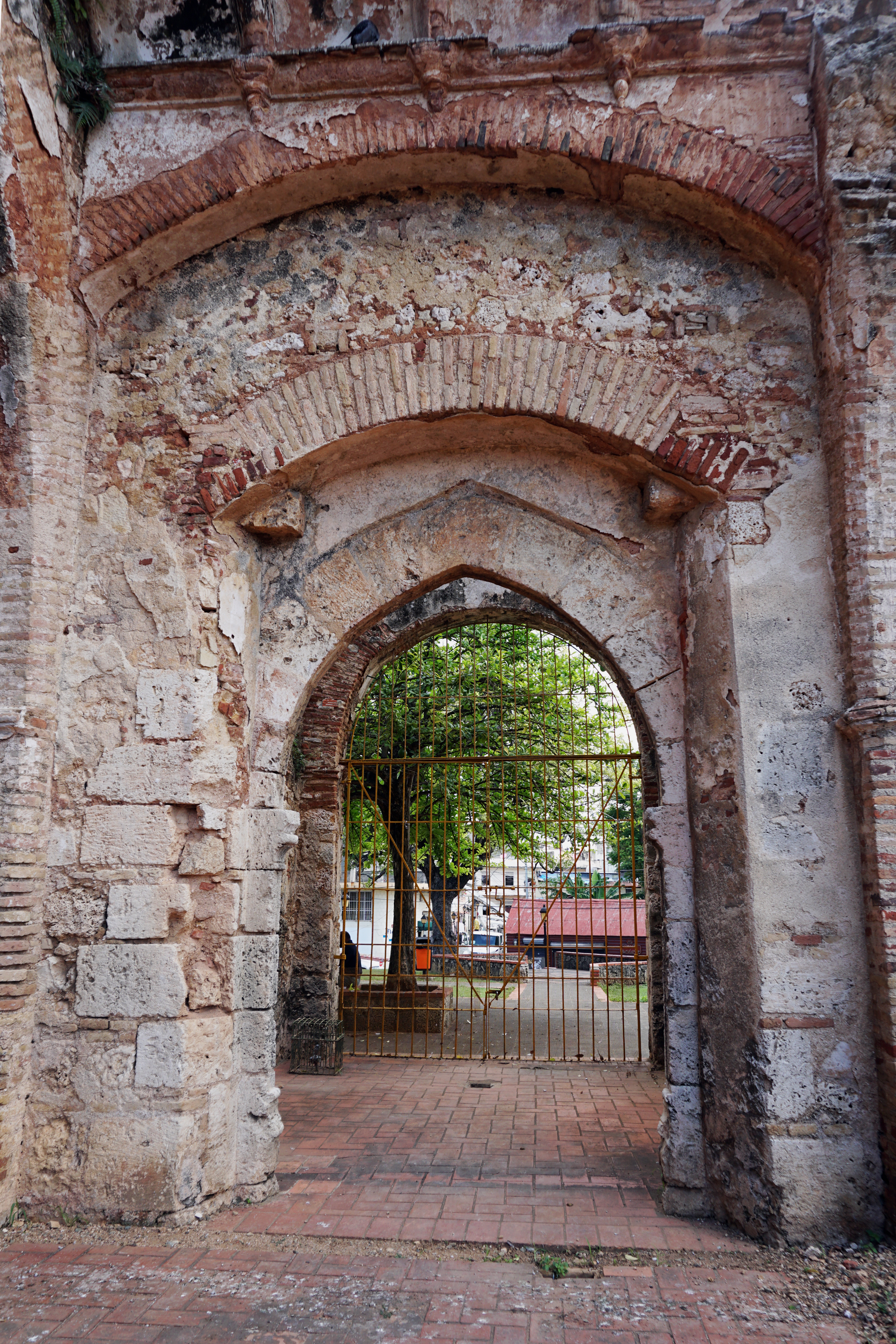